# 德維尼耶湖
56°07′46″N 31°10′31″E / 56.129353°N 31.17531°E
德維尼耶湖（俄语：Двинье），是俄羅斯的湖泊，位於該國西北部，由普斯科夫州負責管轄，處於庫尼亞區，屬於德溫-韋林斯科耶湖的一部分，面積31.3平方公里，平均水深2.7米，最大水深7米。